# Юссель-д’Алье
Юссе́ль-д’Алье́ (фр. Ussel-d'Allier) — коммуна во Франции, находится в регионе Овернь. Департамент коммуны — Алье. Входит в состав кантона Шантель. Округ коммуны — Мулен.
Код INSEE коммуны — 03294.

## Население
Население коммуны на 2008 год составляло 150 человек.
| 1962 | 1968 | 1975 | 1982 | 1990 | 1999 | 2008 |
| ---- | ---- | ---- | ---- | ---- | ---- | ---- |
| 158  | 184  | 164  | 163  | 147  | 146  | 150  |

## Экономика
В 2007 году среди 90 человек в трудоспособном возрасте (15—64 лет) 64 были экономически активными, 26 — неактивными (показатель активности — 71,1 %, в 1999 году было 67,0 %). Из 64 активных работали 60 человек (31 мужчина и 29 женщин), безработных было 4 (2 мужчин и 2 женщины). Среди 26 неактивных 5 человек были учениками или студентами, 15 — пенсионерами, 6 были неактивны по другим причинам.

## Достопримечательности
- Статуя Девы Марии.
- Военный монумент.
- Надгробный памятник времён Столетней войны. Исторический памятник с 1902 года.